# Wipperbrücke
Die Wipperbrücke ist eine Brücke in Lübeck.

## Geschichte
Auf der Merian’schen Stadtansicht von 1641 erkennt man dort, wo heute die Brücke steht, eine hölzerne Zugbrücke über den heute die Trave mit dem Elbe-Lübeck-Kanal verbindenden Wasserweg. Sie dürfte als der Urahne der heutigen Brücke anzusehen sein. Sie diente dazu, die im 17. Jahrhundert aufgeführten Wälle der Lübecker Bastionärbefestigung, südlich der Altstadt, untereinander und mit der Stadt zu verbinden.
Erst später, als der Weg hinter den Wällen eine öffentliche Straße wurde, spielte die Wipperbrücke eine Rolle im Verkehr. Das Bauwerk unterteilte die über sie führende Wallstraße bis 1938 in die II. Wallstraße und III. Wallstraße.

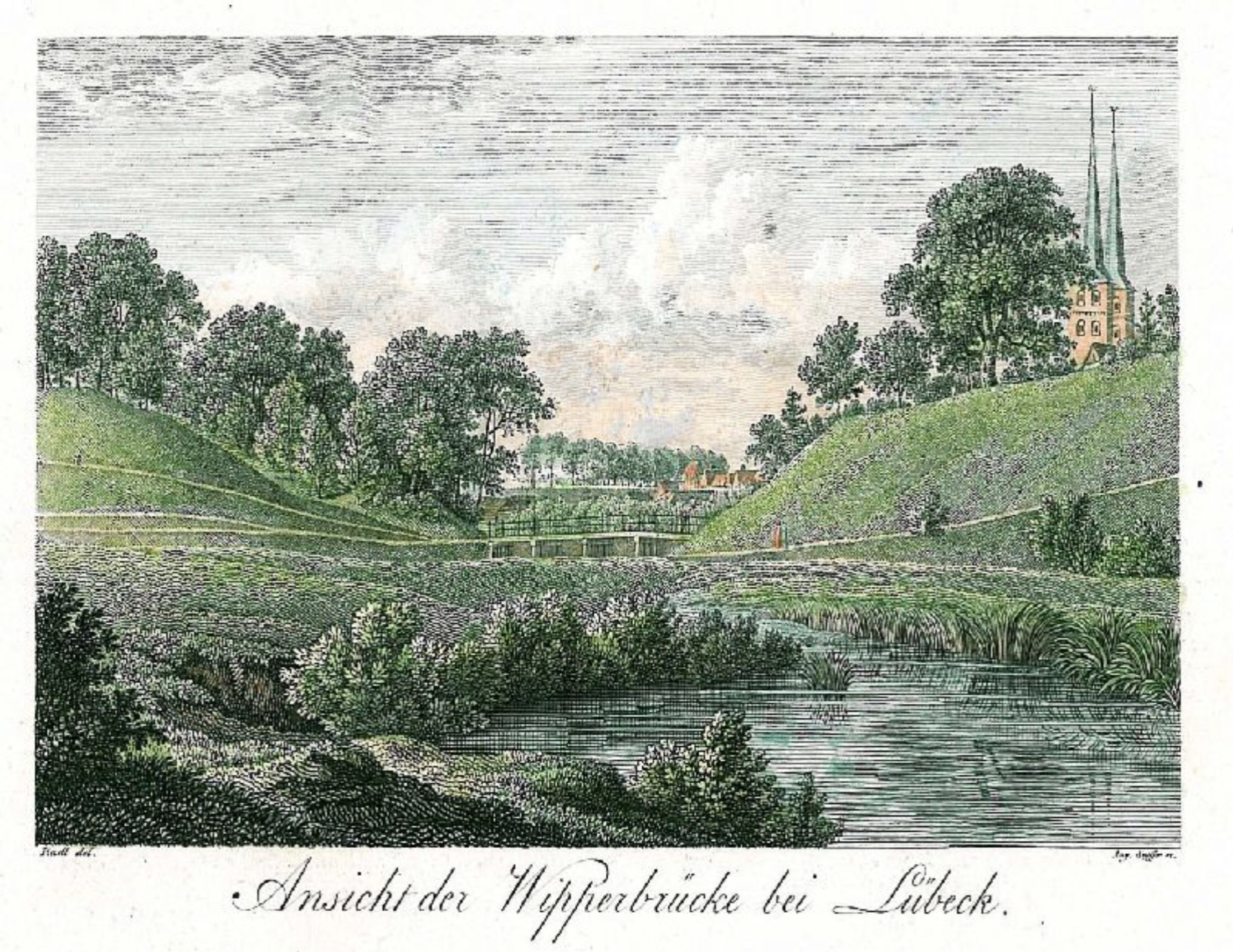
Die 1818 errichtete zweite Wipperbrücke im Jahre 1823

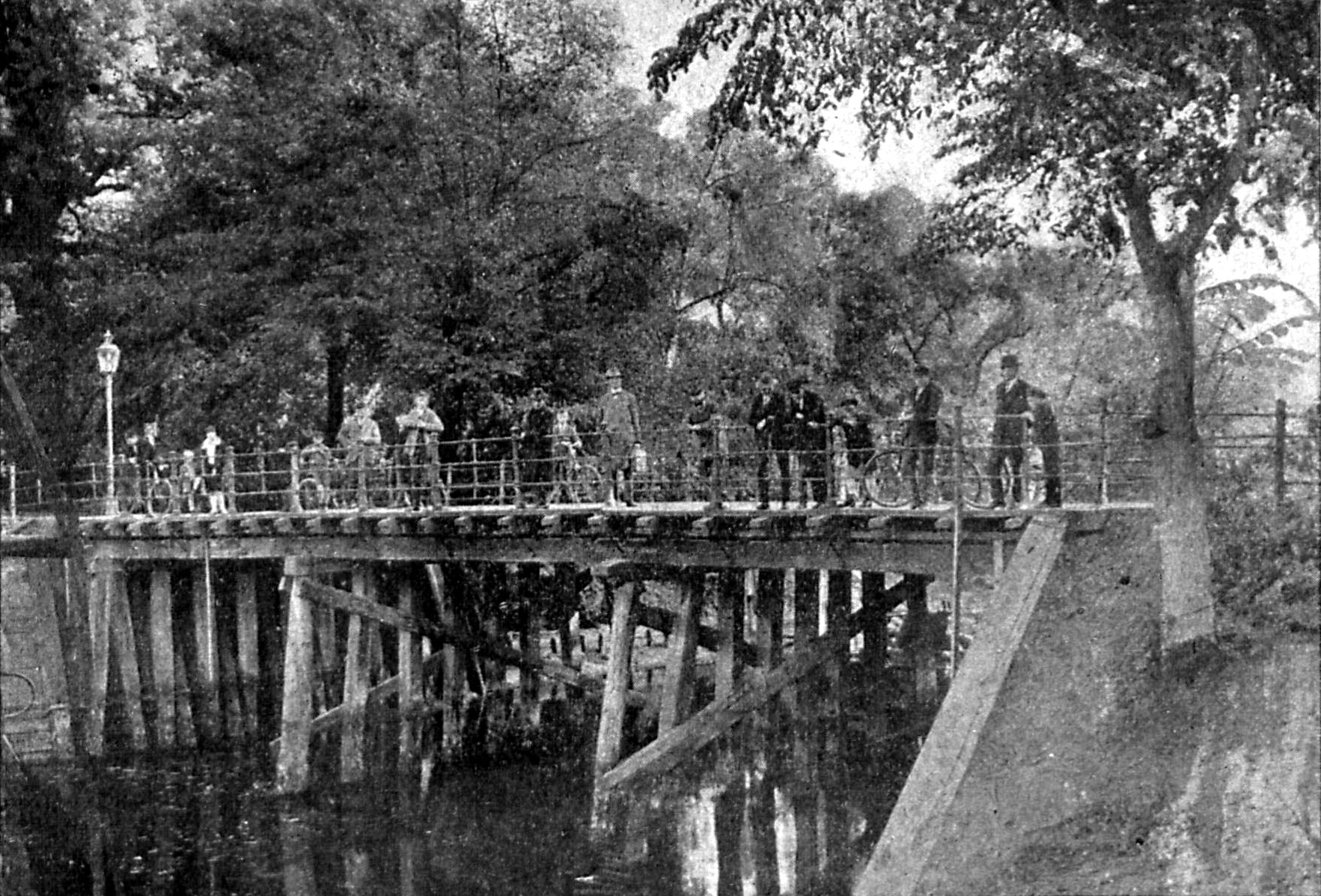
Wipperbrücke bis Anfang 1931

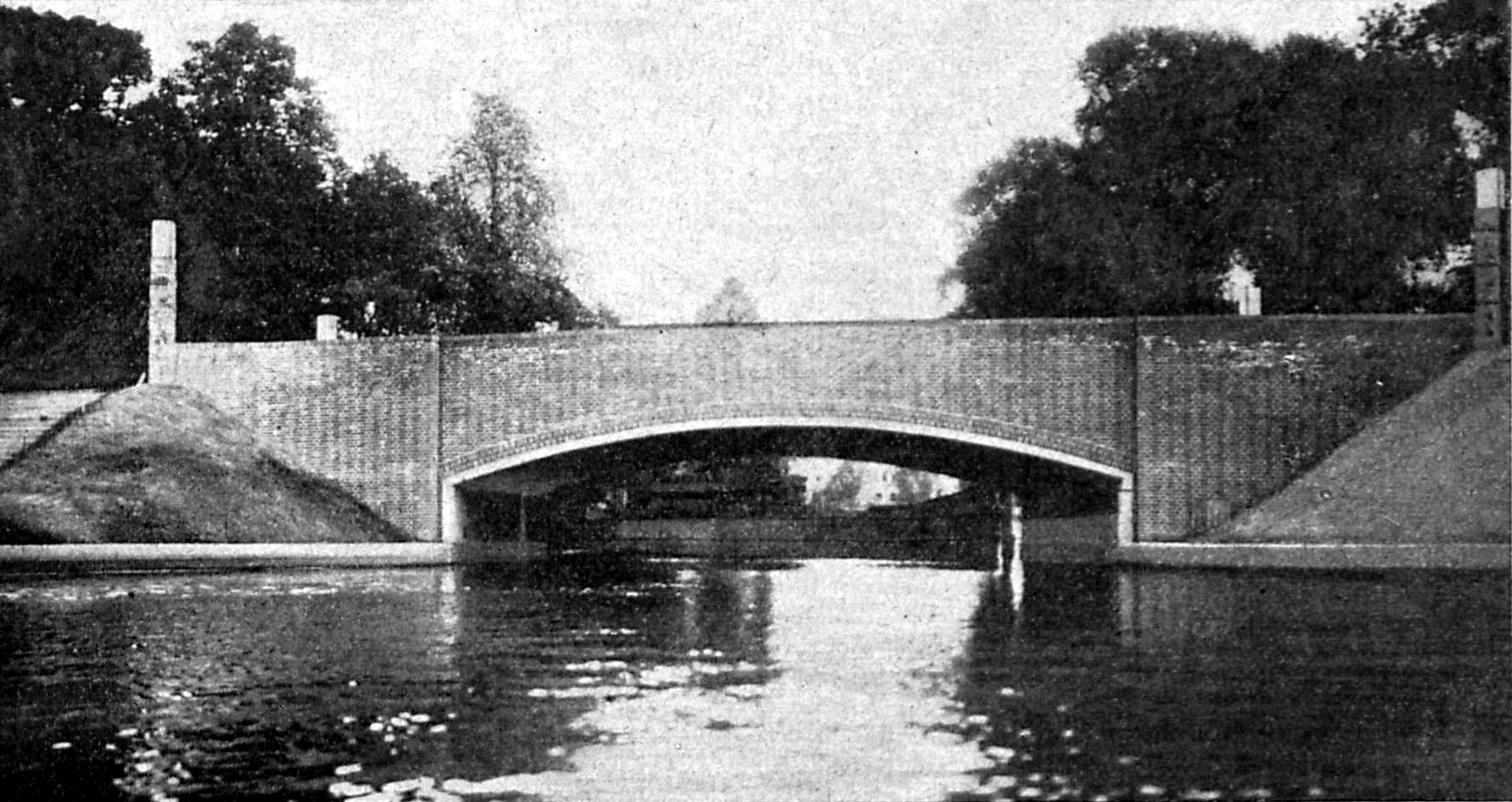
„Neue Wipperbrücke“ in ihrer ursprünglichen Form

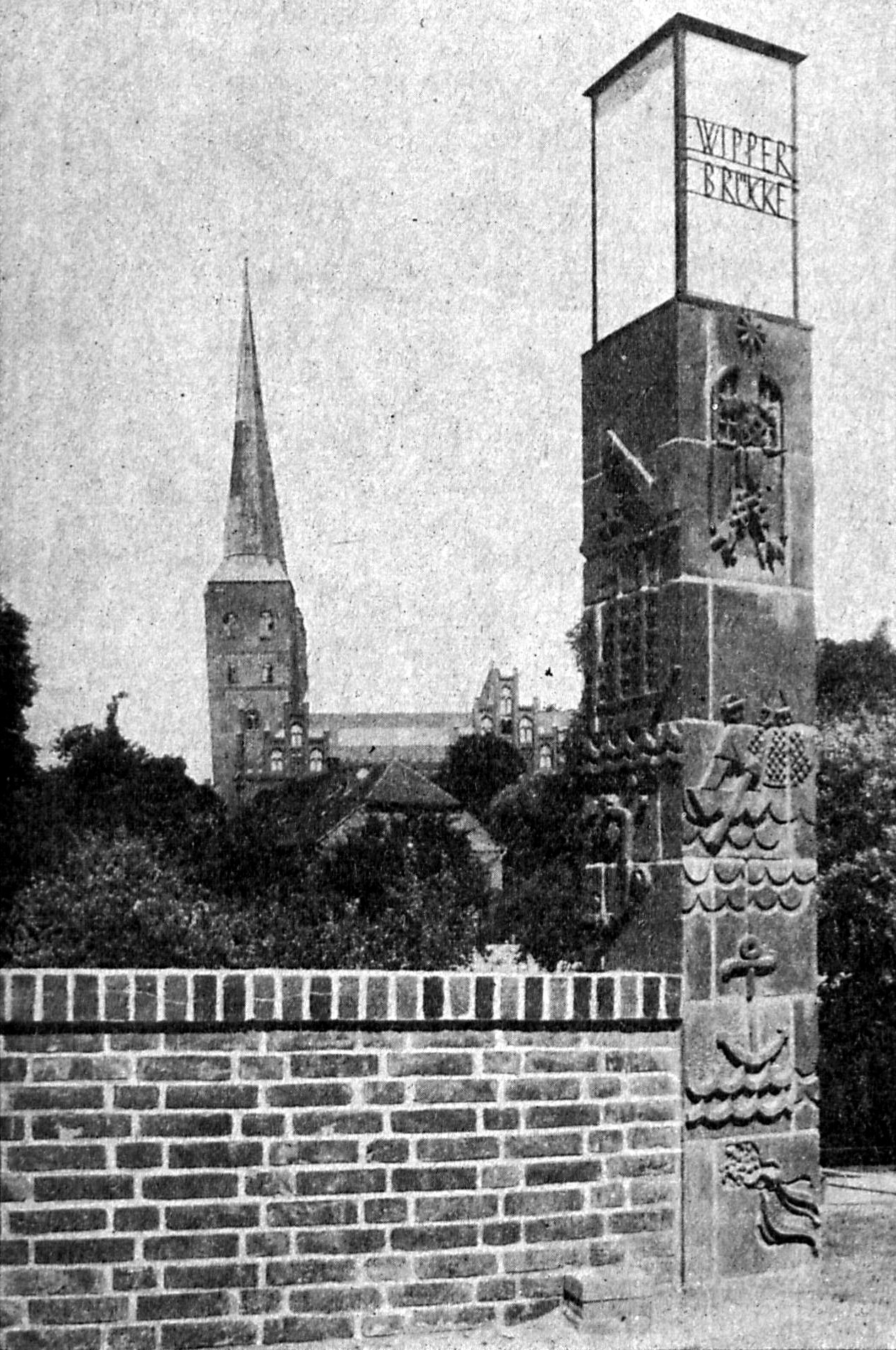
Eckpfeiler an den Brüstungen der neuen Wipperbrücke

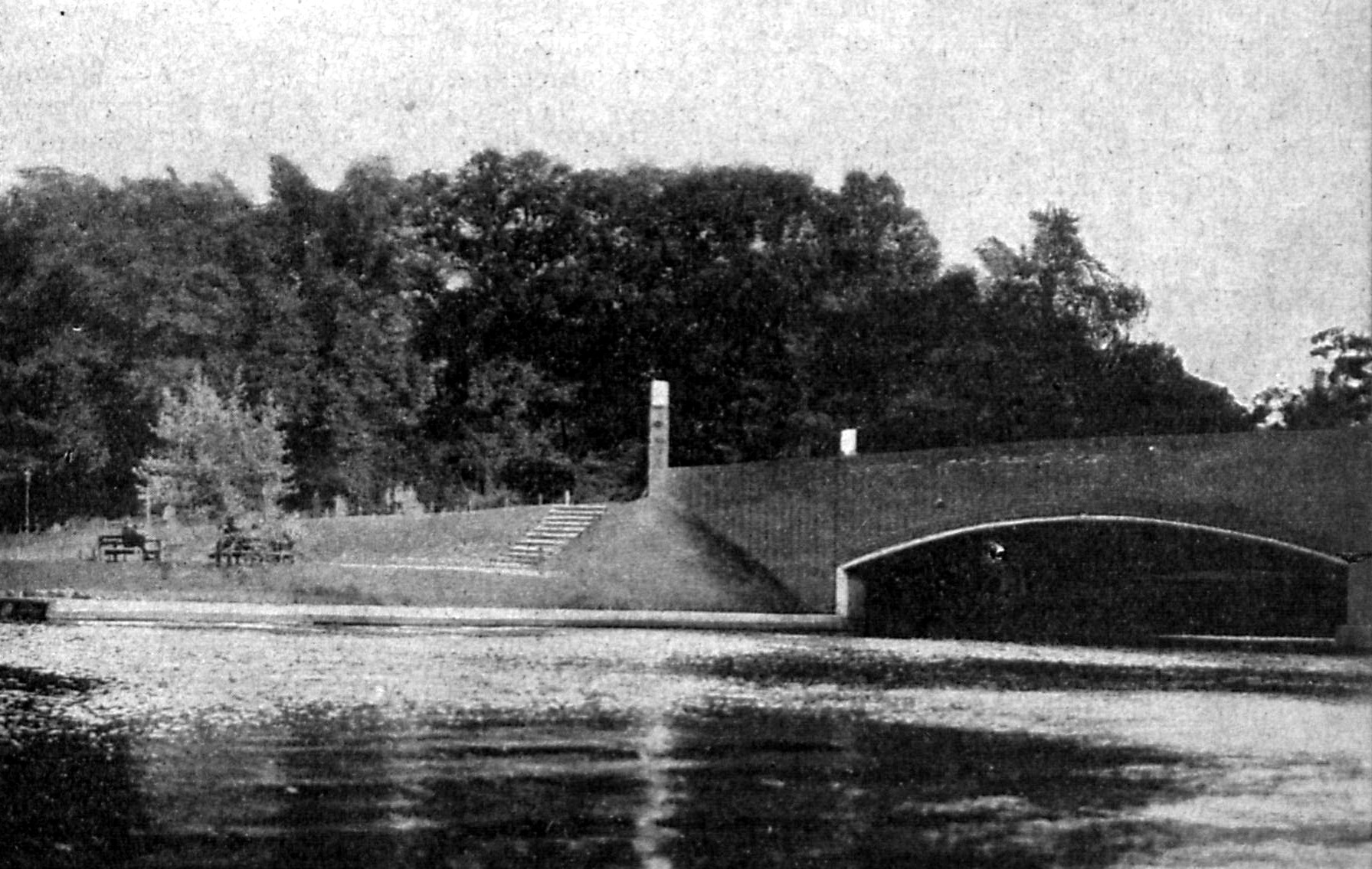
Die Wipperbrücke mit Blick auf die Wallanlagen

Die französischen Besatzungstruppen beschädigten die Wipperbrücke kurz vor ihrem endgültigen Abzug aus Lübeck im Dezember 1813 schwer, um den nachrückenden gegnerischen Truppen eine Verfolgung zu erschweren. 1818 wurde daher eine hölzerne Jochbrücke als feste Konstruktion errichtet.
1880 wurde die Jochbrücke erneuert und hatte nun nur noch zwei Pfahljoche, einer Länge von 21,15 Metern und einer Belagbreite von 8,49 Metern.
In den 1920er Jahren wurde die Wallstraße zur Entlastungs- und Umgehungsstraße bestimmt. Ende der 1920er wurde die Straße ausgebaut und die Tragfähigkeit als auch die Tragzuverlässigkeit sanken von Monat zu Monat. Ergo war sie durch eine „neuzeitliche“, massive Brücke zu ersetzen.
Zeitgleich mit dem Brückenbau wurde eine verbesserte Kurvenführung der Straßenfahrbahn, sie wurde besonders für den Schnellverkehr erforderlich, durchgeführt.

## Die neue Brücke
Die „neue Wipperbrücke“ liegt etwas nördlich der alten Holzbrücke. So konnte diese während des Neubaus im Jahre 1931 weiterhin benutzt werden.
Die Öffnung der „alten Brücke“ für den Schiffsdurchlass betrug 6 Meter. Es konnte also nur ein Kahn die Brücke passieren.
Der Brückenbogen der neuen Brücke lässt mit seinen 15 Metern das Passieren zweier Boote zu. Ebenso ist bei der neuen gegenüber der alten die Durchfahrtshöhe vergrößert worden.
Ihre Tragfähigkeit schien mit 23 t für Einzellasten den Anforderungen der damaligen und zukünftigen Verkehrslasten gewachsen.
Die Brücke ist als Beton-Balkenbrücke mit auskragenden Enden konstruiert worden. Von den beiden Auflagen ist das eine als Betonkipplager das andere als Betongelenk ausgebildet. Eisenbeton-Rammpfähle bilden die Pfeilerfundamente. Die tragenden Teile sind mit Backstein verblendet.
Die Wahl der Baustoffe gewährte geringste Unterhaltungsarbeiten.
Die architektonische Formgebung, ein straffer Bogen scheint zwischen Flügelmauern eingespannt, war denkbar einfach.
Die obere Abschlusslinie der Brüstungsmauer zeigt eine geringe Kurve. Die Flügelmauern schwingen an ihren freien Enden nach auswärts.
An ihnen setzte sich, als einziger Schmuck, je ein Beleuchtungspfeiler, dessen Flächen mit Schildereien geschmückt waren. Die Tonwerkstücke stammten aus der Keramischen Manufaktur Dänischburg, wo sie vom Bildhauer Alwin Blaue unmittelbar für den Brand als Urform gebildet wurden.
Die Umgebung wurde für die Brücke neu gestaltet. Die Straßenverlegung bedingte die Abholzung einer alten Pappel auf der östlichen Nordseite. Die Werkschuppen der Gartenverwaltung am Mühlgraben mussten beseitigt werden. Die Pläne für den Neubau sind vom Bauamt unter der Leitung des Wasserbaudirektors Neufeldt ausgearbeitet worden. Die Fundierungs- u. Betonarbeiten wurden der Lübecker Firma Ludwig Lange übertragen.
Nachdem der Zweite Weltkrieg die Brücke stark in Mitleidenschaft zog, wurden bei ihrer Wiederherstellung sowohl die gemauerte Brüstung als auch die Pfeiler nicht wieder neu errichtet.